# Дума Ки
Дума Ки е роман на Стивън Кинг, написан през периода февруари 2006 г.-юни 2007 г. в град Бангър, щат Мейн.

## Сюжет
Главния герой Едгар Фриймантъл е богат собственик на строителна компания, но живота му се променя само за миг, когато претърпява тежък инцидент на строителна площадка – огромен кран премазва пикапа му. Едгар оцелява като по чудо, но губи дясната си ръка и получава тежки мозъчни увреждания. След тежка терапия той се възстановява, но не напълно. Забравя думи, изпада в пристъпи на ярост и дори се опитва да убие жена си. Памела Фриймантъл, съпругата на Едгар, не издържа и го напуска. Изправен пред тотален колапс, тормозен от мисли за самоубийство и ужаса, че може да нарани любимите си хора, той е посъветван от своя психотерапевт – Кеймън, да се премести на ново място и да започне да събира разбития си живот парче по парче като се посвети на някое хоби. Едгар някога е рисувал и решава да се върне към тези отдавна минали времена в колежа. Наема къща на малкия и почти пуст остров край Флорида, наречен Дума Ки. И там Едгар преоткрива любовта си към рисуването и не само това. Той разбира, че има смущаващата дарба да рисува картините си истински. Скоро открива, че източника на дарбата му не се намира в него, а обитава острова много отдавна в търсене на способен човек, която да и вдъхне ужасяващ живот. Много скоро ситуацията започва да излиза от контрол и Едгар разбира, че причината за това се крие в тайната, която се крие на малкия остров повече от 80 години, свързана със зловещата способност на едно малко момиченце на име Елизабет. Едгар се запознава с другите не по-малко странни обитатели на Дума Ки – болната от Алцхаймер г-ца Ийстлейк и бившия адвокат и настоящ болногледач Уайърман. Всеки от тях крие тайна в миналото си и ще помогнат на Едгар да спаси живота и разсъдъка си.
А зловещата Персе никак не обича да ѝ се противопоставят...нейните сили се простират далеч отвъд малкия остров!

## Цитати
- Едгар, кога се чувстваш щастлив?
- Когато рисувам. Навремето се правех на художник.
- Започни отново. Трябва ти преграда... преграда срещу нощта.
Едгар Фриймантъл и д-р Кеймън
Чуй, Едгар. Време е за трето действие...
Уайърман
- Сграбчи деня, Едгар...
- И остави деня да те сграбчи...
Уайърман и Едгар Фриймантъл